# Império do Espírito Santo das Lajes

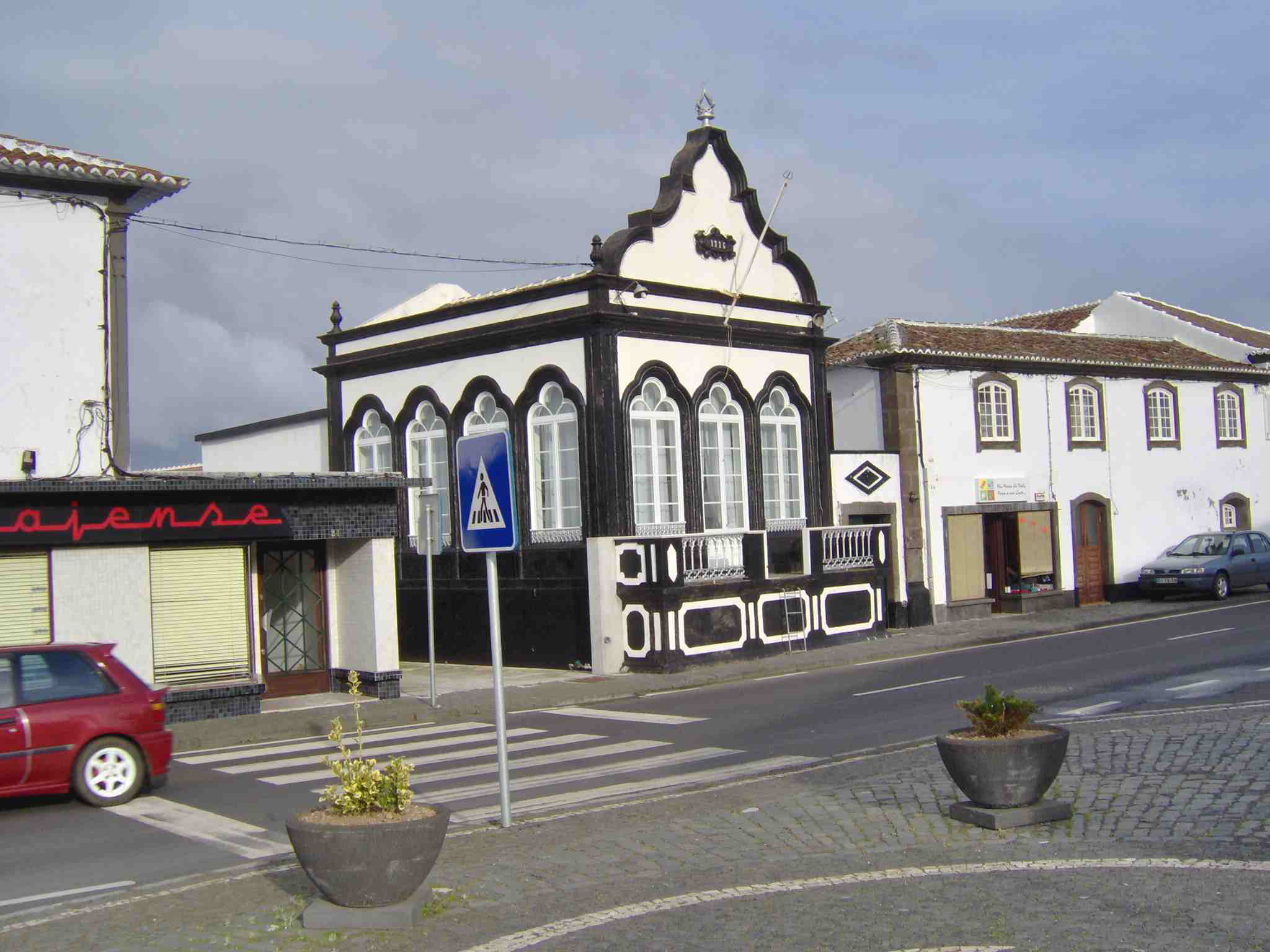
Império do Espírito Santo das Lajes.

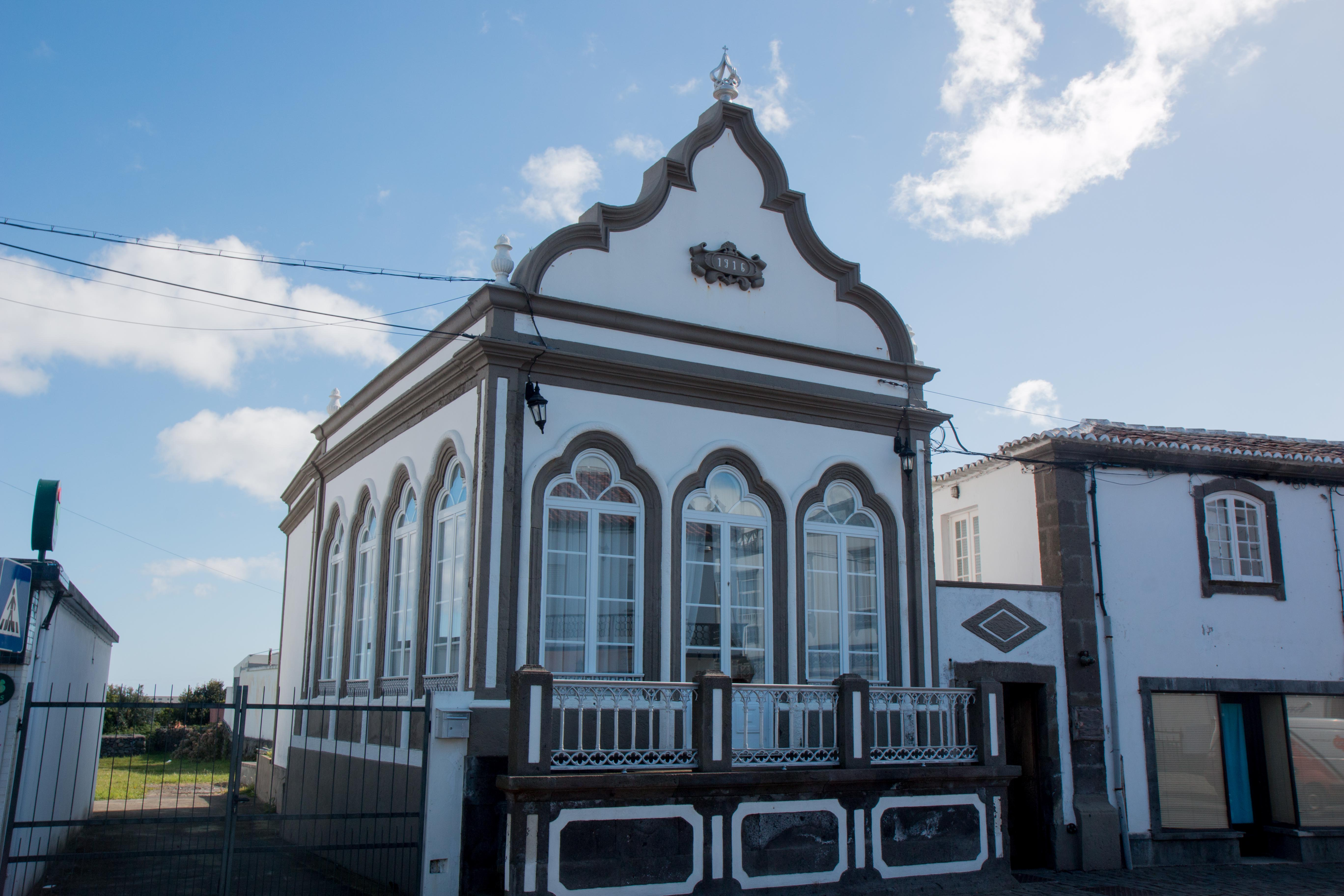
Império do Espírito Santo das Lajes

O Império do Espírito Santo das Lajes é um império do Espírito Santo português localizado na freguesia das Lajes, Município da Praia da Vitória, ilha Terceira, Açores e faz parte do Inventário do Património Histórico e Religioso da Praia da Vitória e remonta ao Século XIX.
Trata-se de um Império que apresenta uma planta rectangular e um único piso, elevado sobre um embasamento e com balcão adossado à fachada principal. O acesso ao balcão e ao império é feito por uma escada de madeira, amovível. Tem três vãos na fachada principal que dão forma a uma porta e a duas janelas de peito. Tem ainda quatro janelas na fachada lateral esquerda.
Todos os vãos são rematados em arco trilobado, sendo que as janelas de peito têm uma pequena guarda em ferro fundido. O balcão apresenta também uma guarda de ferro fundido entre pilaretes de alvenaria. A cimalha é constituída por cornija e platibanda, encimada por um frontão recortado contracurvado sobre a fachada principal.
No tímpano existe uma cartela onde é possível ler a inscrição "1916". Sobre o vértice do frontão está uma coroa do Espírito Santo.
Os ângulos do império são rematados com fogaréus. Este imóvel foi construído em alvenaria rebocada e caiada a cal de cor branca, com excepção do soco, dos cunhais, das molduras dos vãos boleadas e das cornijas que são em cantaria pintada de cor preta. A cobertura apresenta-se de duas águas em telha de meia-cana típica dos Açores.
A despensa do império situa-se em frente do mesmo do outro lado da rua e apresenta-se como um edifício de planta rectangular, com um piso elevado por embasamento, com balcão adossado à fachada principal. O acesso faz-se também por escadas amovíveis, em madeira.
A fachada desta despensa apresenta-se com seis vãos: duas portas centrais com duas janelas de peito de cada lado. Os espaços entre os vãos e a cimalha são decorados com elementos de ascendência classicizante. As janelas de peito e o balcão têm guardas em ferro fundido e a cobertura é de quatro águas em telha de meia-cana tradicional dos Açores.
O império como já foi deito apresenta no tímpano do frontão a data de 1916 e a dispensa apresenta na respectiva fachada a data de: 1927.

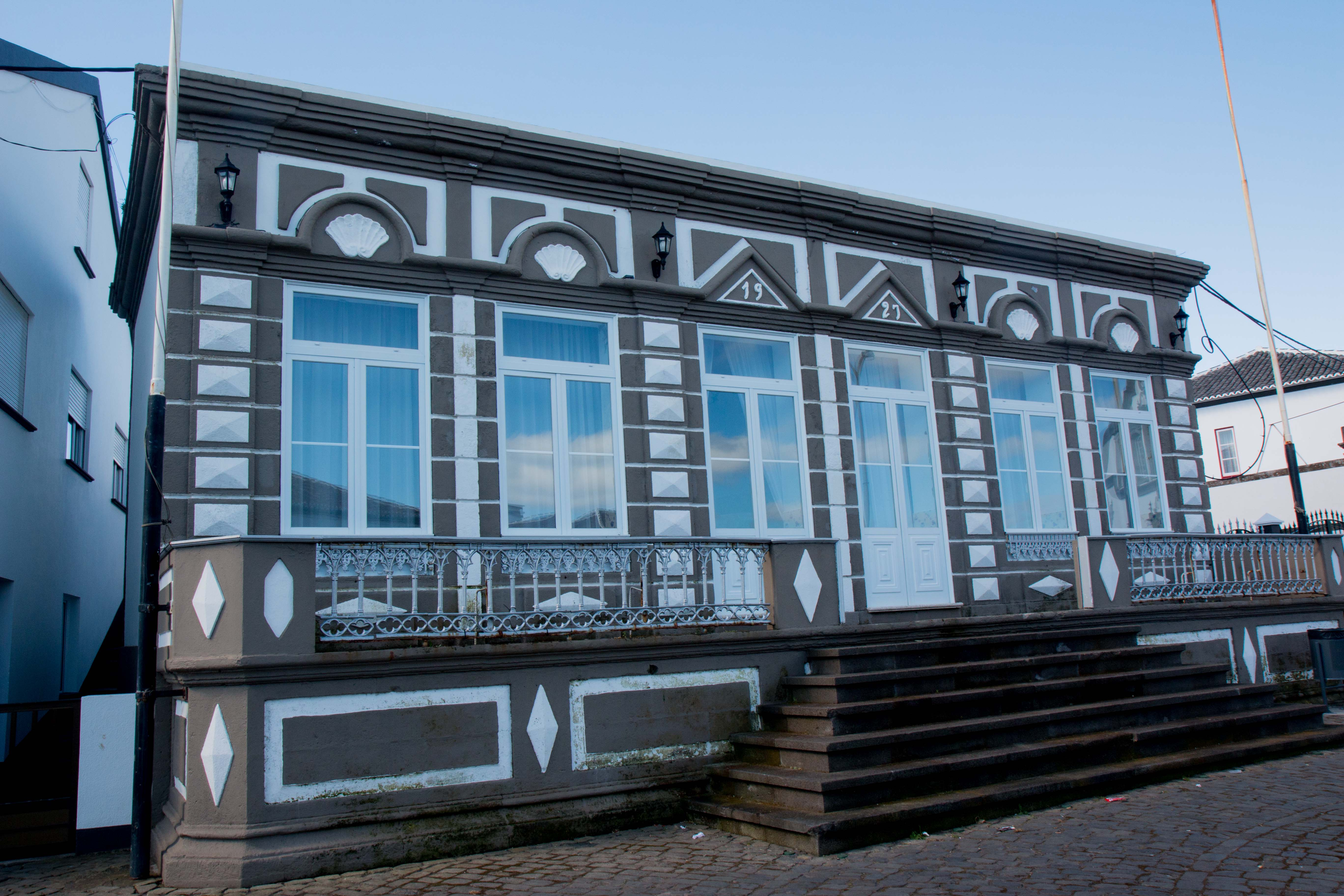
Dispensa - Lajes